# Eremiaphila collenettei
Eremiaphila collenettei es una especie de mantis de la familia Eremiaphilidae.

## Distribución geográfica
Se encuentra en Somalia.